# Alcantud
Alcantud es un municipio y localidad española de la provincia de Cuenca, en la comunidad autónoma de Castilla-La Mancha. El término municipal tiene una población de 58 habitantes (INE 2024)

## Geografía
Alcantud se encuentra a unos 5 km del río del mismo nombre, y a 6 km de Vindel y Arandilla del Arroyo. Recorre sus tierras el río Guadiela, que pasa al sureste de la localidad. Sus coordenadas geográficas son 40° 33' norte y 2° 20' oeste. La localidad está ubicada a unos 851 m sobre el nivel del mar.
Alcantud tiene un clima mediterráneo Csa  (templado con verano seco y caluroso) según la clasificación climática de Köppen.
| Parámetros climáticos promedio de Alcantud en el periodo 1968-1998 | Parámetros climáticos promedio de Alcantud en el periodo 1968-1998 | Parámetros climáticos promedio de Alcantud en el periodo 1968-1998 | Parámetros climáticos promedio de Alcantud en el periodo 1968-1998 | Parámetros climáticos promedio de Alcantud en el periodo 1968-1998 | Parámetros climáticos promedio de Alcantud en el periodo 1968-1998 | Parámetros climáticos promedio de Alcantud en el periodo 1968-1998 | Parámetros climáticos promedio de Alcantud en el periodo 1968-1998 | Parámetros climáticos promedio de Alcantud en el periodo 1968-1998 | Parámetros climáticos promedio de Alcantud en el periodo 1968-1998 | Parámetros climáticos promedio de Alcantud en el periodo 1968-1998 | Parámetros climáticos promedio de Alcantud en el periodo 1968-1998 | Parámetros climáticos promedio de Alcantud en el periodo 1968-1998 | Parámetros climáticos promedio de Alcantud en el periodo 1968-1998 |
| Mes | Ene.                                                               | Feb.                                                               | Mar.                                                               | Abr.                                                               | May.                                                               | Jun.                                                               | Jul.                                                               | Ago.                                                               | Sep.                                                               | Oct.                                                               | Nov.                                                               | Dic.                                                               | Anual                                                              |
| --- | ------------------------------------------------------------------ | ------------------------------------------------------------------ | ------------------------------------------------------------------ | ------------------------------------------------------------------ | ------------------------------------------------------------------ | ------------------------------------------------------------------ | ------------------------------------------------------------------ | ------------------------------------------------------------------ | ------------------------------------------------------------------ | ------------------------------------------------------------------ | ------------------------------------------------------------------ | ------------------------------------------------------------------ | ------------------------------------------------------------------ |
| Temp. media (°C) | 3.40                                                               | 4.60                                                               | 6.90                                                               | 9.20                                                               | 12.50                                                              | 18.10                                                              | 23.90                                                              | 23.60                                                              | 17.40                                                              | 11.70                                                              | 6.40                                                               | 3.70                                                               | 10.30                                                              |
| Precipitación total (mm) | 59.90                                                              | 60.50                                                              | 43.40                                                              | 72.50                                                              | 83.80                                                              | 53.00                                                              | 19.90                                                              | 19.30                                                              | 40.00                                                              | 67.00                                                              | 71.60                                                              | 71.20                                                              | 662.00                                                             |
| Fuente: Ministerio de Agricultura, Alimentación y Medio Ambiente. Datos de precipitación para el periodo 1968-1998 y de temperatura para el periodo 1968-1998 en Alcantud 3 de octubre de 2012 |                                                                    |                                                                    |                                                                    |                                                                    |                                                                    |                                                                    |                                                                    |                                                                    |                                                                    |                                                                    |                                                                    |                                                                    |                                                                    |

## Historia
A mediados del siglo XIX, la villa tenía contabilizada una población de 282 habitantes. En el término se encuentran los baños de Alcantud. La localidad aparece descrita en el primer volumen del Diccionario geográfico-estadístico-histórico de España y sus posesiones de Ultramar de Pascual Madoz de la siguiente manera:

ALCANTUD: v. con ayunt., en la prov., adm. de rent. y dióc. de Cuenca (10 leg), part. jud. de Priego (2), aud. terr. de Albacete (31), y c. g. de Castilla la Nueva (Madrid 22 leg.): está sit. en una llanura á la falda de la sierra llamada la Barga y rodeada por otras, combatida por todos los vientos; es la primera pobl. de la serranía de Cuenca, inmediata á la Alcarria, y como á dist. de 1/4 de leg. hacia el S., tiene una laguna llena de bascosidad, que en el estío arroja un olor fétido por la corrupcion de las aguas; á esta circunstancia, y á la mala calidad del terreno, se debe que el clima sea enfermizo, y que los hab. padezcan frecuentes tercianas: la laguna en cambio les proporciona, como á los de las cercanias, algunas utilidades por la increible abundancia de sanguijuelas de muy buena calidad que cria. Cuenta la v. 84 casas de construccion ordinaria, de dos pisos, y 2 arruinadas; calles desempedradas, como la plaza, de 50 varas en cuadro; casa consistorial, pósito de creacion real; una posada, escuela de primera enseñanza dotada con 200 rs. anuales de los fondos de propios á la que concurren 10 niños; é igl. parr. (la Asuncion) de entrada, de 120 pies de long., 60 de lat. y 45 de altura, construida en el siglo XVI y servida por el párroco y un sacristan. El fin del térm. dista por el N. 1/2 leg., por el E. una, S. y O. 1/2, y confina por el primer punto con térm. de Pozuelo y Vindel, E. con el de Cañizares, S. con el de Priego y Arandilla, y O. con el de Castilforte: toda la jurisd. comprende 8,000 almudes de tierra, de los que se cultivan 4,000 de 3.ª y 4.ª calidad, y se siembran de centeno, escaña y avena; á judias y patatas se destinan los 200 almudes de 2.ª clase que se riegan á beneficio de las puras y limpias aguas del arroyo que corre de N. á S. El r. Guadiela pasa por el E. en direccion tambien al S., y á sus márg. á dist. de unos 500 pasos de la pobl., se hallan los ant. baños que llevan su nombre, á la falda de un cerro poblado de pinos y carrascas, en sitio apacible y alegre:
(...)
No hay mas caminos que los que conducen á los pueblos inmediatos, y su estado es regular: la correspondencia llega los mártes y viérnes, conducida por un peaton que la toma en la estafeta del Recuenco: prod.: centeno, avena, escaña, judías y patatas, cuyos frutos se consumen en su mayor parte en el pueblo, y lo que sobra se lleva á los de la comarca: hay 200 colmenas que producen buena miel y cera; abundantes pastos; caza de ciervos, corzos, liebres, conejos, perdices, palomas zoritas ó jujas y torcaces: ademas de las 46 yuntas de ganado vacuno y 24 de mular destinadas á las labores del campo, el lanar ordinario es bastante numeroso, siguiendo despues en cantidad el cabrio, vacuno y asnal.: pobl.: 71 vec.: 282 hab., dedicados á la ind. agrícola y pecuaria; hay un molino harinero, un batan y un martinete de cobre; y en otro tiempo ha surtido de vasijas de barro á muchos pueblos y de vidrios planos á Madrid: cap. prod.: 911,500 rs.; imp.: 45,575 rs.: importe de los consumos 2,876 rs. 1 mrs.: paga por toda clase de impuestos 7,986 rs. 16 mrs.: el presupuesto municipal asciende á 4,153 rs., y se cubre con el rédito de un censo á favor de los propios, que rinde anualmente 1,340 rs.; y el déficit se reparte entre los vec. Al concluir este art., no debemos pasar en silencio, que, desde el año de 1809 en que se estableció en esta v. el actual cura párroco Don Antonio Giraldo, ha prosperado notablemente, aumentándose su riqueza en una tercera parte: este celoso pastor ha conseguido que se mejore la agricultura, y que en el dia se rieguen 150 almudes de tierra mas que la que antes disfrutaba de este beneficio, para lo cual ha tenido que vencer mil dificultades y hacer infinitos sacrificios personales y pecuniarios.
(Madoz, 1845, p. 406)

## Demografía
Alcantud cuenta con una población de 58 habitantes (INE 2024).
| Gráfica de evolución demográfica de Alcantud entre 1842 y 2021                                                      |
| |
| Población de derecho según los censos de población del INE Población de hecho según los censos de población del INE |

## Administración y política
| Periodo   | Nombre                      | Partido |
| --------- | --------------------------- | ------- |
| 1999-2003 | Lourdes Sanz del Río        | PP      |
| 2003-2007 | Lourdes Sanz del Río        | PP      |
| 2007-2011 | Vicente Alique Herráiz      | PP      |
| 2011-2015 | Juan Carlos Aragón Corredor | PP      |
| 2015-2019 | Juan Carlos Aragón Corredor | PP      |
| 2019-2023 | Juan Carlos Aragón Corredor | PP      |
| 2023-act. | Diana López Navalón         | PSOE    |

## Patrimonio
El más antiguo hallazgo en Alcantud son las ruinas romanas situadas en las proximidades de la población. La iglesia parroquial de Nuestra Señora de los Afligidos data de finales del siglo XII o comienzos del XIII.

## Fiestas
Las fiestas de interés que se celebran en el pueblo de Alcantud son principalmente las del segundo domingo de mayo. Estas fiestas son celebradas en honor de su patrona Nuestra Señora de los Afligidos, dado que ese día es la onomástica de Nuestra Señora de los Desamparados (sinónimo de la advocación que se venera en este pueblo Conquense).
Este fin de semana el pueblo derrocha alegría por las fiestas de su patrona, la plaza se engalana con banderines, y de viernes a domingo las noches están amenizadas por grandes orquestas. 
Se puede decir que las fiestas comienzan con el canto del canto del Mayo a Nuestra Señora de los Afligidos a las 00:00 h en la noche del viernes al sábado. Posteriormente la música suena en la plaza hasta altas horas de la madrugada.
El sábado a mediodía se celebra la Santa Misa en honor de Nuestra Señora de los Afligidos, a la que acude gran parte de los asistentes a la fiesta. Después la imagen de la Virgen recorre las calles principales de su pueblo, no sin antes hacer la tradicional subasta de brazos de las andas por el gran Jesús Alique.
Durante el día transcurren actividades organizadas por el ayuntamiento, castillos hinchables para los más pequeños, campeonatos de cartas, aperitivos, ect… 
Y al llegar la noche, una orquesta ameniza el ambiente de nuevo hasta altas horas de la madrugada.
Al día siguiente, último día de fiestas y festividad de Nuestra Señora de los Afligidos, de nuevo se celebra Santa Misa y procesión en honor de la patrona.
En la plaza se organiza una gran comida para todo el pueblo en jornada de convivencia.
Durante la tarde se juegan a juegos tradicionales del pueblo como la Billa y posteriormente se realiza la entrega de premios obtenidos por los campeonatos y la Billa.
Al llegar la noche una orquesta pone broche de oro a las fiestas que tanta vida dan al pueblo de la Serranía Conquense. 